# Guadalgenus
Guadalgenus is een geslacht van steenvliegen uit de familie Perlodidae. De wetenschappelijke naam van het geslacht is voor het eerst geldig gepubliceerd in 1986 door Stark & Gonzalez del Tanago.

## Soorten
Guadalgenus omvat de volgende soorten:
- Guadalgenus franzi (Aubert, 1963)